# 쇼와지마역
쇼와지마역(일본어: 昭和島駅、しょうわじまええき)
(영어: Shōwajima Station)은 일본 도쿄도 오타구에 있는 철도역이다.

## 승강장
- 스크린도어가 설치되어 있다.

| 1·2 | ■ 도쿄 모노레일 하네다 선(하행) | 하네다 공항 제1터미널·하네다 공항 제2터미널 방면 |
| 3·4 | ■ 도쿄 모노레일 하네다 선(상행) | 유통 센터·덴노즈 아일·모노레일 하마마쓰초 방면   |

## 역세권 정보
- 쇼와지마 분기점(수도 고속 1호 하네다 선)
- 쇼와지마 섬

## 역사
- 1985년 2월 7일: 영업을 개시함.
- 2007년 3월 18일: 승강장을 확장함. 대피선을 사용 개시함.

## 화랑

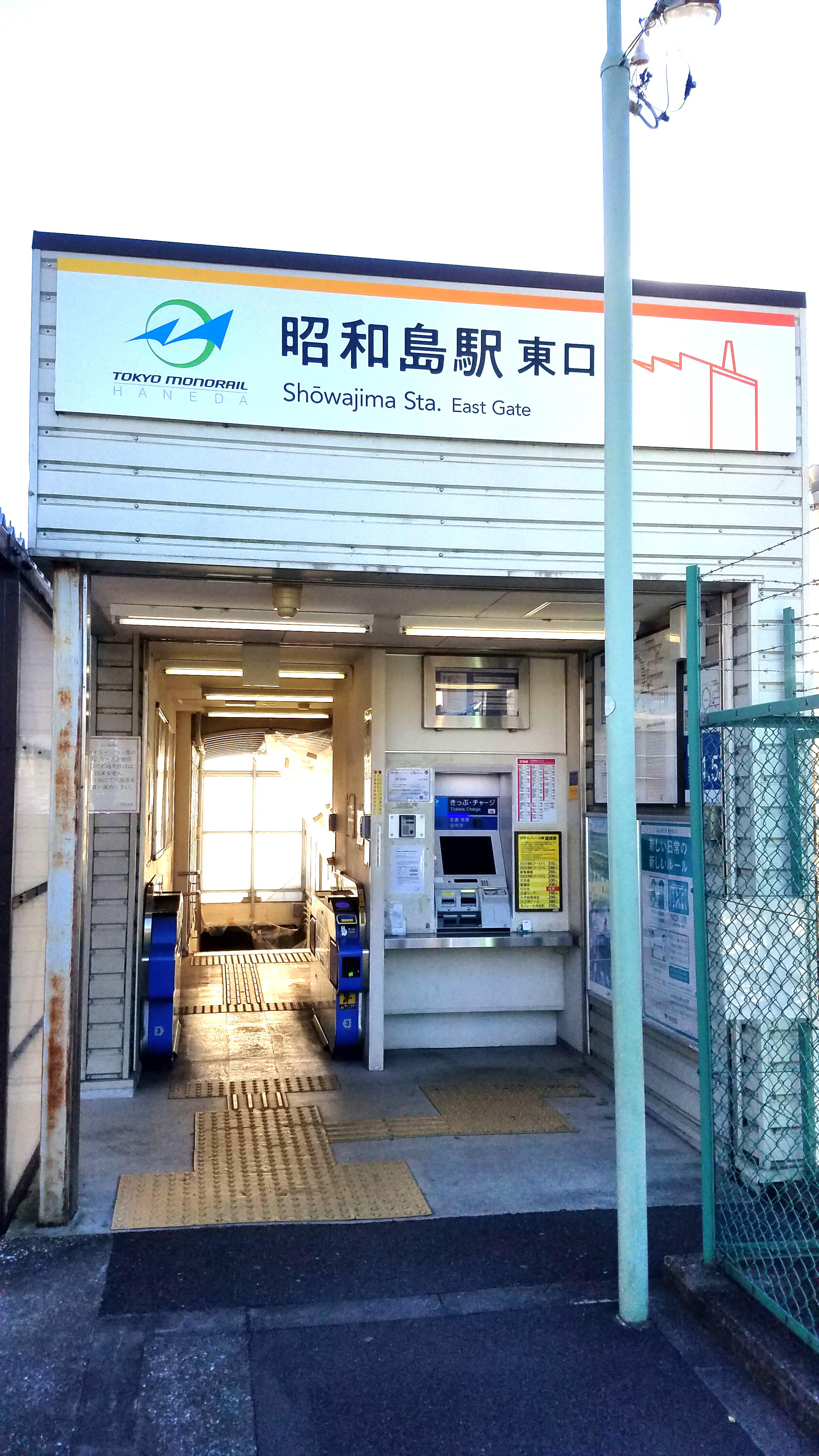
동쪽 출입구(2022년 1월 1일)

## 인접역
| ■ 도쿄 모노레일 하네다 선                | ■ 도쿄 모노레일 하네다 선 | ■ 도쿄 모노레일 하네다 선                 |
| ---------------------------------------- | ------------------------- | ----------------------------------------- |
| MO 04 유통 센터 모노레일 하마마쓰초 방면 | 보통                      | MO 06 세이비조 하네다 공항 제2터미널 방면 |